# Anoplodesmus saussurii
 (juin 2025).
Espèce
Anoplodesmus saussurii est une espèce de mille-pattes de la famille des Paradoxosomatidae. On le croyait autrefois endémique d'Asie du Sud, notamment d'Inde et du Sri Lanka, mais on l'a ensuite découvert aux Fidji et à l'île Maurice. On le trouve également en Asie du Sud-Est, c'est donc une espèce qui aime le biotope tropical humide.

## Description
Ce sont des espèces très agglutinées que l'on trouve sous les couches de litière en décomposition dans les zones agricoles et horticoles, ainsi que dans les forêts aux sols humides. Principalement herbivores, ils se nourrissent de feuilles et de parties de légumes en décomposition, et même de bois, de poissons en décomposition et de bouse de vache.

### Reproduction
La femelle pond de 200 à 400 œufs dans des nids en terre, 20 à 25 jours après l'accouplement. Une femelle peut pondre de 2 à 4 fois plus d'œufs au cours de sa vie. 
Après sept mues, les stades remontent à la surface après le début de la saison des pluies.[réf. nécessaire]

## Liste des sous-espèces
Selon GBIF (17 juin 2025) :
- Anoplodesmus saussurei mauritianus Verhoeff, 1939
- Anoplodesmus saussurii saussurii (Humbert, 1865)
- Anoplodesmus saussurii mauritianus Verhoeff, 1939

## Systématique
Le nom valide complet (avec auteur) de ce taxon est Anoplodesmus saussurii (Humbert, 1865).
L'espèce a été initialement classée dans le genre Polydesmus sous le protonyme Polydesmus saussurii Humbert, 1865.
Anoplodesmus saussurii a pour synonymes :
- Polydesmus saussurii Humbert, 1865
- Prionopeltis saussurei (Humbert, 1865)